# J. C. MacKenzie
John Charles MacKenzie (Peterborough, 17 de outubro de 1970) é um ator canadense, conhecido pela participação na série Hemlock Grove.